# 펠리피 마사
펠리피 마사(Felipe Massa, 1981년 4월 25일~ )는 브라질의 포뮬러 원 레이싱 선수이다. 자우버에서 테스트 드라이버를 거쳐 2002년 포뮬러원에 데뷔하였다. 데뷔 첫 시즌에 여러 문제로 강등당해 1해 동안 엔진 서플라이어로 활동하다가 2006년 페라리 팀으로 왔다.
그는 2008년 드라이버 월드 챔피언십을 2위로 수상하였으며 2013년 시즌이 끝난 후 스쿠데리아 페라리와 계약이 끝나고, 윌리엄스 F1 팀과 계약을 맺어 2014 시즌부터는 윌리엄스 F1팀의 선수로 활동하고 있다.